# Национални пут Јапана 331
Национални пут Јапана 331 је Национални пут у Јапану, пут број 331, који спаја градове Наха у префектури Окинава и Огими, у префектури Окинава укупне дужине 150,4 км.

## Везе са главног пута
- Национални пут Јапана 58
- Национални пут Јапана 332
- Аутопут Наха аеродром
- Национални пут Јапана 507
- Национални пут Јапана 329
- Национални пут Јапана 330
- Аутопут Окинава